# Pasenan
Pasenan is een bestuurslaag in het regentschap Musi Rawas van de provincie Zuid-Sumatra, Indonesië. Pasenan telt 1677 inwoners (volkstelling 2010).